# Ruyschia moralesii
Ruyschia moralesii är en tvåhjärtbladig växtart som beskrevs av Barry Edward Hammel. Ruyschia moralesii ingår i släktet Ruyschia och familjen Marcgraviaceae. Inga underarter finns listade i Catalogue of Life.